# 움베르투 지 알렝카르 카스텔루 브랑쿠
움베르투 지 알렝카르 카스텔루 브랑쿠(포르투갈어: Humberto de Alencar Castelo Branco, 1897년 9월 20일 ~ 1967년 7월 18일)는 브라질의 군인이자 독재자로 브라질의 전직 대통령이었다.
1964년에 미국의 지원으로 브라질 쿠데타를 일으켜 집권하여, 독재, 반대파 학살, 부정부패, 인권 유린 등 각종 범죄로 비판받았고, 1967년 7월 18일 항공기 사고로 사망했다.

## 일생
카스텔루 브랑쿠의 부모는 포르투갈 북동부 출신 이민자이다.
브랑쿠는 아르헨티나 비아나 카스텔루 브랑쿠와 결혼하여 니에타와 파울루를 낳았다.

## 군 경력
1918년 브라질군에 입대했다. 그는 히우그란지두술주에 있는 군사학교에 다녔다. 그리고 1921년 정식으로 군대에 참여했다. 1927년 군사학교에 돌아와서 보병 교관이 되었다. 
1943년 중령으로 진급한 브랑쿠는 미국과 프랑스에서 공부를 했다. 1945년 브라질이 추축국에 대한 지지를 뒤엎고 연합군에 합류하자 그는 제2차 세계대전에 잠시동안 투입되었다.

## 군사 쿠데타
1964년 3월 31일 브랑쿠는 미국의 지원을 받아 군사 쿠데타 일으켰다. 군사 정변 이후 권력을 잡은 브랑쿠는 주앙 굴라르 대통령을 납치하고 추방했다.
브랑쿠는 미국의 지원을 받아 모든 공산당을 탄압하는 극우, 극단적인 반공주의 정책을 폈으며, 군대와 헌병을 동원하여 반대파를 잔인하게 학살하였다. 브랑쿠는 국민개조동맹당을 창설하여 자신의 독재권력을 강화시켰다. 그는 기존의 헌법을 무시하고 브라질에 군법을 적용해 많은 사람들의 비판을 받았으며, 군국주의적인 통치방식으로 반발을 샀다.
1964년 4월 11일, 군부에 비판적인 언론인들을 학살하고 신언론법을 제정하는 것으로 브랑쿠의 독재는 정점을 찍었다. 브랑쿠를 수장으로한 브라질 군부의 외교정책은 미국의 지원을 받는 파라과이의 극우 독재자  알프레도 스트로에스네르 정권과의 유착에 기초했다. 한편으로 브라질 군부는 서구권의 지원을 받는 포르투갈의 극우 독재자 안토니우 살라자르의 이스타두 노부와도 유착관계를 맺었다.
1967년 3월 15일 브랑쿠는 모종의 이유로 대통령직을 사임하고 아르투르 다 코스타 이 시우바를 자신의 후계자로 지명하였다.

## 죽음
1967년 7월 18일 포르탈레자 부근의 세아라에서 갑작스러운 항공기 사고로 사망했다.

## 역대 선거 결과
| 선거명      | 직책명          | 대수 | 정당           | 득표율 | 득표수 | 결과 | 당락 |
| ----------- | --------------- | ---- | -------------- | ------ | ------ | ---- | ---- |
| 1964년 선거 | 브라질의 대통령 | 26대 | 국민개조동맹당 | 98.63% | 361표  | 1위  |      |

## 같이 보기
- 브라질의 대통령 목록